# Сорока (Глоденський район)
Сорока (рум. Soroca) — село у Глоденському районі Молдови. Входить до складу комуни, адміністративним центром якої є село Яблона.

## Населення
За даними перепису населення 2004 року у селі проживали 107 осіб.
Національний склад населення села:
| Національність       | Кількість осіб | Відсоток |
| -------------------- | -------------- | -------- |
| українці             | 94             | 87,9%    |
| молдавани            | 10             | 9,3%     |
| росіяни              | 2              | 1,9%     |
| інша / без відповіді | 1              | 0,9%     |
| Всього               | 107            | 100%     |